# Allen geht’s gut
Allen geht’s gut (Originaltitel: Stanno tutti bene) ist ein italienischer Kinofilm aus dem Jahr 1990 von Giuseppe Tornatore, der zusammen mit Massimo De Rita und Tonino Guerra auch das Drehbuch geschrieben hat. 2009 erschien das US-amerikanische Remake Everybody’s Fine.

## Handlung
Der verwitwete Sizilianer Matteo Scuro wurde während der Sommerferien von seinen fünf mittlerweile erwachsenen Kindern, die in verschiedenen Städten auf dem italienischen Festland leben, im Stich gelassen. Trotz der Kritik seiner Nachbarn bleibt er optimistisch, sind seine Kinder doch verhindert, weil sie in ihren verantwortungsvollen Berufen sehr beschäftigt sind.
Matteo beschließt, jedem seiner Kinder einen Überraschungsbesuch abzustatten. Seine Reise mit dem Zug führt ihn von Süd nach Nord, über Neapel, Rom, Florenz, Mailand nach Turin. Er findet seine Kinder jeweils anders vor, als er es sich vorgestellt hat, und jedes hat etwas von jenen Opernfiguren, nach denen er als Opernfan seine Kinder benannt hat: Tosca nach Puccinis Tosca, Canio nach den Pagliacci von Leoncavallo, Norma nach Bellinis Norma, Guglielmo nach Rossinis Guglielmo Tell und Alvaro nach Verdis La forza del destino.
Als er nach Sizilien zurückkehrt, besucht er das Grab seiner Frau und berichtet ihr von den Kindern: „Allen geht’s gut“.

## Auszeichnungen (Auswahl)
Bei den Internationalen Filmfestspielen von Cannes wurde der Regisseur 1990 mit dem Preis der Ökumenischen Jury geehrt. Tornatore erhielt für sein Drehbuch ein Silbernes Band.
Komponist Morricone wurde für seine Arbeit 1991 mit dem David di Donatello ausgezeichnet.

## Kritik
Das Lexikon des internationalen Films urteilt, die Produktion sei „voller filmischer Bildkraft und feinfühliger Beobachtungen menschlichen Verhaltens“.

## Hintergrund
Komponist Ennio Morricone hat einen Cameo-Auftritt.